# Gonomyia elachistos
Gonomyia elachistos är en tvåvingeart som beskrevs av Alexander 1956. Gonomyia elachistos ingår i släktet Gonomyia och familjen småharkrankar. Inga underarter finns listade i Catalogue of Life.